# Coelophoris trilineata
Coelophoris trilineata är en fjärilsart som beskrevs av Paul Mabille 1899. Coelophoris trilineata ingår i släktet Coelophoris och familjen nattflyn. Inga underarter finns listade i Catalogue of Life.